# Phytocoetes
Phytocoetes is een geslacht van zeeanemonen uit de klasse van de Anthozoa (bloemdieren).

## Soorten
- Phytocoetes gangeticus Annandale, 1915
- Phytocoetes sinensis Li, Liu & Xu, 2013